# Kadidiatou Diani

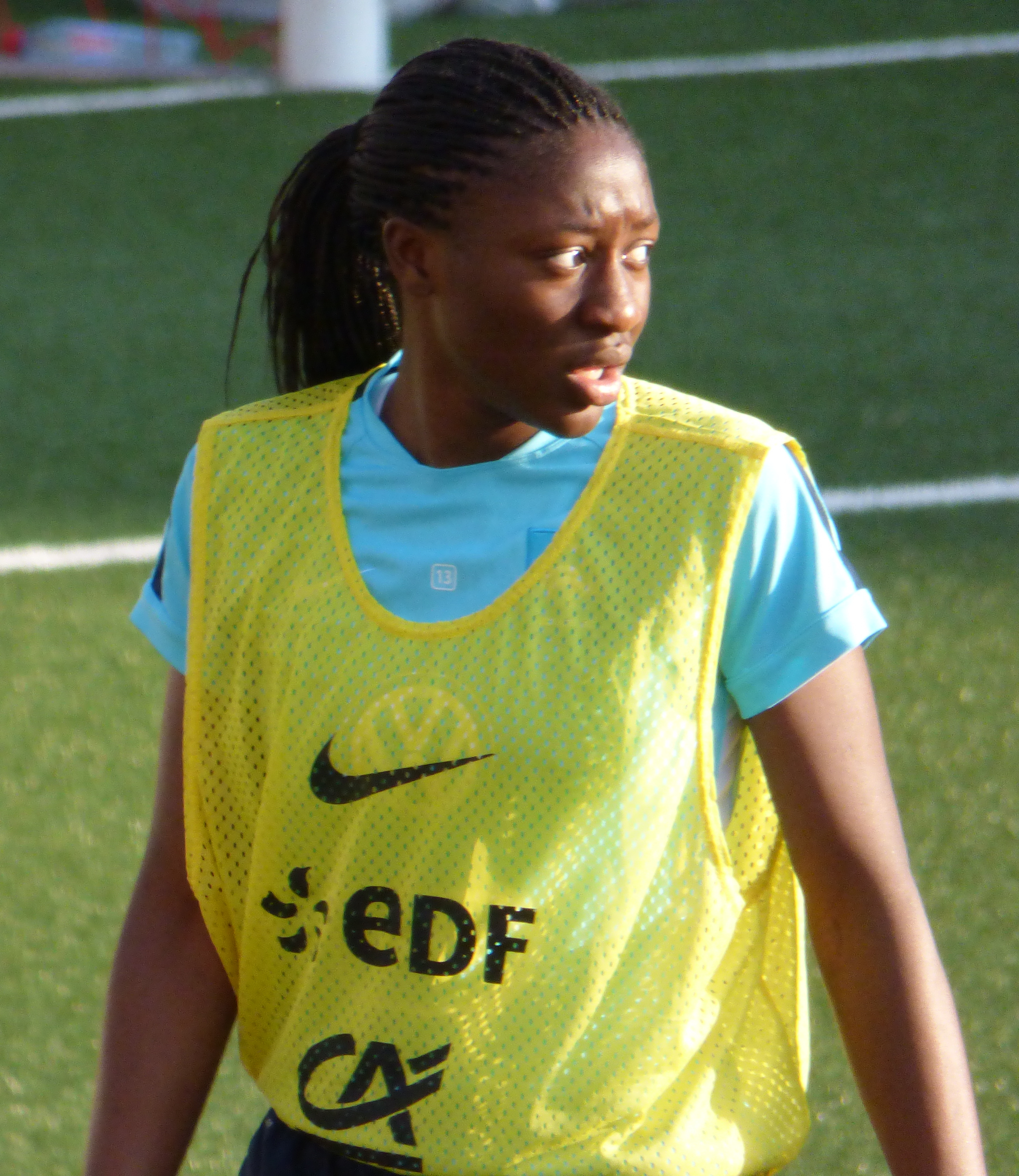
Kadidiatou Diani (2015)

Kadidiatou Diani (* 1. April 1995 in Ivry-sur-Seine) ist eine französische Fußballspielerin.

## Vereinskarriere
Schon als kleines Mädchen spielte Kadidiatou Diani mit ihren Brüdern so oft wie möglich auf der Straße Fußball; mit dem Vereinssport begann sie 2005 bei der Entente Sportive de Vitry, von wo sie zwei Jahre später zur Union Sportive d’Ivry ging. 2010 schloss sie sich dem Frauenfußballklub Juvisy FCF an. Bereits im Januar 2011 kam die damals 15-Jährige zu ihrem ersten Erstligapunktspiel, als sie bei einer Auswärtsbegegnung gegen FF Yzeure Allier Auvergne für die letzten dreißig Minuten eingewechselt wurde. In dieser Saison begann auch ihre internationale Karriere als Stammspielerin in der französischen B-Jugend-Auswahl (siehe unten). Die Stürmerin hat es bis zum Sommer 2014 auf 18 Einsätze und zwei Treffer in der höchsten Frauenspielklasse gebracht, stand dabei aber nur in zwei Partien in der Startelf. Hinzu kamen fünf Einsätze im Europapokalwettbewerb 2012/13, wobei ihr im Halbfinal-Rückspiel gegen die heimischen Konkurrentinnen von Olympique Lyon mit einem überlegten Heber von der Strafraumgrenze Juvisys Ehrentreffer gelang. An diesen Verein hatte Diani sich vertraglich bis 2017 gebunden, obgleich sie sich dort in der laufenden Saison gegen eine Reihe sehr angriffsstarker, torgefährlicher und routinierter Mitspielerinnen (Gaëtane Thiney, Sandrine Brétigny, Janice Cayman, Camille Catala, Julie Machart, Lilas Traïkia) durchsetzen musste.
Nach insgesamt sieben Jahren bei Juvisy schloss sie sich dem Hauptstadtklub PSG an, wo sie gleich in ihrer ersten Saison die Vizemeisterschaft und zudem den Landespokal gewann. Am Ende der Saison 2020/21 wurde sie als Spielerin des Jahres von der französischen Fußballer-Gewerkschaft UNFP ausgezeichnet.

### Stationen
- ES Vitry (2005–2007)
- US Ivry (2007–2010)
- Juvisy FCF (2010–2017)
- Paris Saint-Germain FC (2017–2023)
- Olympique Lyon (seit 2023)

## Nationalspielerin
Im Jugendbereich bestritt Kadidiatou Diani zwischen September 2010 und Oktober 2012 insgesamt 31 Länderspiele mit einem Dutzend eigenen Torerfolgen für Frankreichs U-17; in der U-19-Auswahl gelangen ihr in 18 Partien von März 2013 bis April 2014 sieben Treffer. Ab August 2014 trat sie für die U-20 an und traf dort in fünf Spielen einmal.
Mit diesen Nachwuchsauswahlen nahm Diani an mehreren Kontinentalturnieren teil und gewann zwei Titel. 2012 stand sie mit der U-17 im Europameisterschaftsendspiel, das Frankreich gegen Deutschland im Elfmeterschießen verlor, und wurde gemeinsam mit Pauline Bremer Torschützenkönigin. Im selben Jahr wurde sie Weltmeisterin, wozu sie vier Treffer beisteuerte, darunter beide Tore beim 2:0-Halbfinalsieg gegen ihre ghanaischen Altersgenossinnen. 2013 folgte der Gewinn der U-19-Europameisterschaft und 2014 der dritte Platz bei der U-20-Weltmeisterschaft in Kanada. Die Angreiferin gehört neben Griedge Mbock Bathy, Sandie Toletti und Claire Lavogez zu den talentiertesten Spielerinnen der Jahrgänge 1994 und 1995, auf die der französische Frauenfußball sein besonderes Augenmerk für die Zukunft richtet.
Nationaltrainer Philippe Bergeroo berief die 19-Jährige im Oktober und November 2014 in seine beiden Aufgebote des französischen A-Frauenteams für die Spiele gegen Deutschland, Neuseeland und Brasilien. Gegen die Neuseeländerinnen wurde Kadidiatou Diani für die Schlussviertelstunde eingewechselt und erzielte bei ihrem Debüt ein Tor. Sie gehörte ebenso zum französischen Kader für die Weltmeisterschaft 2015, in dem sie die jüngste Französin war, und zum Aufgebot für das olympische Fußballturnier 2016. Bergeroos Nachfolger Olivier Echouafni berief sie 2017 in den französischen Europameisterschaftskader. Dessen Nachfolgerin Corinne Diacre setzt sie regelmäßig – meist auf der linken Angriffsseite – ein, berief sie zudem in den französischen 23er-Kader zur WM 2019 im eigenen Land sowie in das Aufgebot für die Europameisterschaft 2022.
Im Februar 2023 trat Diani aus Protest gegen Diacres Methoden zusammen mit zwei weiteren Nationalspielerinnen aus der Mannschaft zurück; daraufhin wurde Diacre im März entlassen und durch Hervé Renard ersetzt. Anschließend kehrte sie in die Mannschaft zurück. 
Diani wurde für die WM-Endrunde 2023 in Australien und Neuseeland nominiert, in jedem der fünf Spiele ihres Teams eingesetzt und schied mit der Mannschaft im Viertelfinale nach Elfmeterschießen gegen die Australierinnen aus. Sie erzielte vier Tore während des Turniers.

## Sonstige Funktionen
Im November 2020 wurde Kadidiatou Diani für zwei Jahre in das Führungsgremium (Comité de Direction) der französischen Profifußballergewerkschaft UNFP gewählt.

## Palmarès
- U-17-Weltmeisterin 2012
- U-19-Europameisterin 2013
- Torschützenkönigin der U-17-Europameisterschaft 2012
- Französische Pokalsiegerin 2018, 2022
- Französische Meisterin 2021, 2024
- Auszeichnung als französische Spielerin des Jahres (Trophée UNFP) 2021
- Torschützenkönigin der Division 1 Féminine: 2023
- Torschützenkönigin der UEFA Women’s Champions League: 2024